# Островито (озеро, Щукинская волость Пустошкинского района)
Островито — озеро в Щукинской волости Пустошкинского района Псковской области, в 1,5 км к югу от озера Веснеболог.
Площадь — 0,4 км² (41,6 га, с островами (2,4 га) — 44,0 га). Максимальная глубина — 23,0 м, средняя глубина — 8,0 м.
Ближайший населённый пункт — деревня Красное — примыкает к северо-восточному побережью озера. В 1,5 км к западу от озера находится волостной центр Щукино.
Проточное. Относится к бассейну реки Ципилянка — притоку Алоли, впадающей в свою очередь в Великую.
Тип озера плотвично-окуневый с уклеей. Массовые виды рыб: щука, окунь, плотва, язь, линь, налим, ерш, красноперка, щиповка, вьюн, пескарь, уклея, карась, бычок-подкаменщик; широкопалый рак (низкопродуктивное).
Для озера характерны: песчано-илисто-каменистое дно.